# Eric Mueller
Eric Mueller, född den 6 november 1970 i Kansas City, Missouri i USA, är en amerikansk roddare.
Han tog OS-silver i scullerfyra i samband med de olympiska roddtävlingarna 1996 i Atlanta.